# Division de Marrakech
La division de Marrakech est une division d'infanterie de l'armée de terre française basée au Maroc.

## Chefs de corps
- 1938 - 1940:  général de division François Fougère
- 1940 : général de brigade Eugène Panescorse
- 1940 - 1943: général de division Henry Martin